# جون دينيسون شامبلن جونيور
جون دينيسون شامبلن جونيور (بالإنجليزية: John Denison Champlin, Jr.)‏ هو صحفي أمريكي، ولد في 29 يناير 1834 في ستونينغتون في الولايات المتحدة، وتوفي في 8 يناير 1915.